# Urepione valloma
Urepione valloma là một loài bướm đêm trong họ Geometridae.